# Suramericano de Natación de 2004 - 800 m. Libre Masculino
La prueba de 800 m libre masculino del campeonato sudamericano de natación de 2004 se realizó el 25 de marzo de 2004, el primer día de competencias del campeonato.

## Medallistas
| Evento      | Oro                                   | Plata                                | Bronce                        |
| ----------- | ------------------------------------- | ------------------------------------ | ----------------------------- |
| 800 m libre | Juan Martin Pereyra Argentina 8:12.37 | Giancarlo Zolezzi · Chile · 8:12.62. | Luiz Lima · Brasil · 8:16.14. |

## Resultados
| Posición | Carril | Nadador             | Tiempo  |  |
| -------- | ------ | ------------------- | ------- |  |
| 1        | 6      | Juan Martin Pereyra | 8:12.37 |  |
| 2        | 5      | Giancarlo Zolezzi   | 8:12.62 |  |
| 3        | 4      | Luiz Lima           | 8:16.14 |  |
| 4        | 2      | Felipe May Araujo   | 8:17.50 |  |
| 5        | 8      | Sebastián Arango    | 8:31.06 |  |
| 6        | 1      | Alejandro Gómez     | 8:31.36 |  |
| 7        | 7      | Roberto Penailillo  | 8:31.71 |  |
| 8        | 3      | Gabriel Villagoiz   | 8:34.21 |  |
|          |        |                     |         |  |
| 9        |        | Gregory Fuentes     | 8:55.15 |  |
| 10       |        | Cristian Orjuela    | 8:55.29 |  |
| 11       |        | Carlos Gil          | 8:58.42 |  |
| 12       |        | Julio Francisco Sam | 9:01.22 |  |
| 13       |        | Sebastián Thoret    | 9:08.80 |  |